# Thailand Bible Society
De Thailand Bible Society is een onafhankelijke christelijke organisatie die zich specialiseert in het vertalen en verspreiden van de Bijbel en teksten uit de Bijbel in Thailand. 

## Oprichting
Het genootschap is officieel opgericht in 1966 maar het eerste werk stamt al af uit 1828. In 2005 hadden ze 43.740 exemplaren van de Bijbel en 9.629 exemplaren van het Nieuwe Testament uitgebracht in Thailand.

## Geschiedenis
De eerste teksten uit de bijbel in Thailand kwamen er rond 1834. Het Nieuwe Testament was er in 1843. De complete bijbel was er voor het eerst rond 1888.